# Bangkok Airways
Bangkok Airways — авіаційна компанія в Таїланді, має рейси усередині країни і у країни Азії: від Мальдів до Японії.
Компанія була створена в 1968 році під назвою Sahakol Air, використовувалася в основному для чартерних рейсів доставки за замовленнями компаній, що виробляють розвідку нафтових та газових родовищ в Сіамській затоці. Регулярні рейси компанія стала здійснювати з 1986 року. У 1989 році в результаті ребрендингу компанія отримала сучасне найменування.
У 2017 році в компанії знаходилось 34 літака. 92% акцій компанії володів Прасерт Прасаттхонг-Осотх, президент компанії.
На 7 березня 2024 р головними акціонерами були :
- Прасерт Прасаттхонг-Осотх     24,92%
- Арія Прасаттхонг-Осотх        11,59%
- Прасерт Прасаттхонг-Осотх     11,38%
- Порамапорн Прасаттхонг-Осотх  6,49%
- Bangkok Bank                  5,00%
- Сомрутаї Прасаттхонг-Осотх    3,69%

Компанія котирується на Фондовій біржі Таіланду : SET: BA
.
Компанія має три власних аеропорти: Самуї (1989), Сукхотхай (1996) і Трат (2003).
Флот складається з 6 ATR 72-500, 8 ATR 72-600, 11 Airbus A319-100, 9 Airbus A320-200. 
В історії компанії була також і фатальна авіакатастрофа: 21 листопада 1990 року недалеко від аеропорту Самуї розбився DHC-8 з 38 людьми, що перебували на борту. Всі загинули.

## Зображення

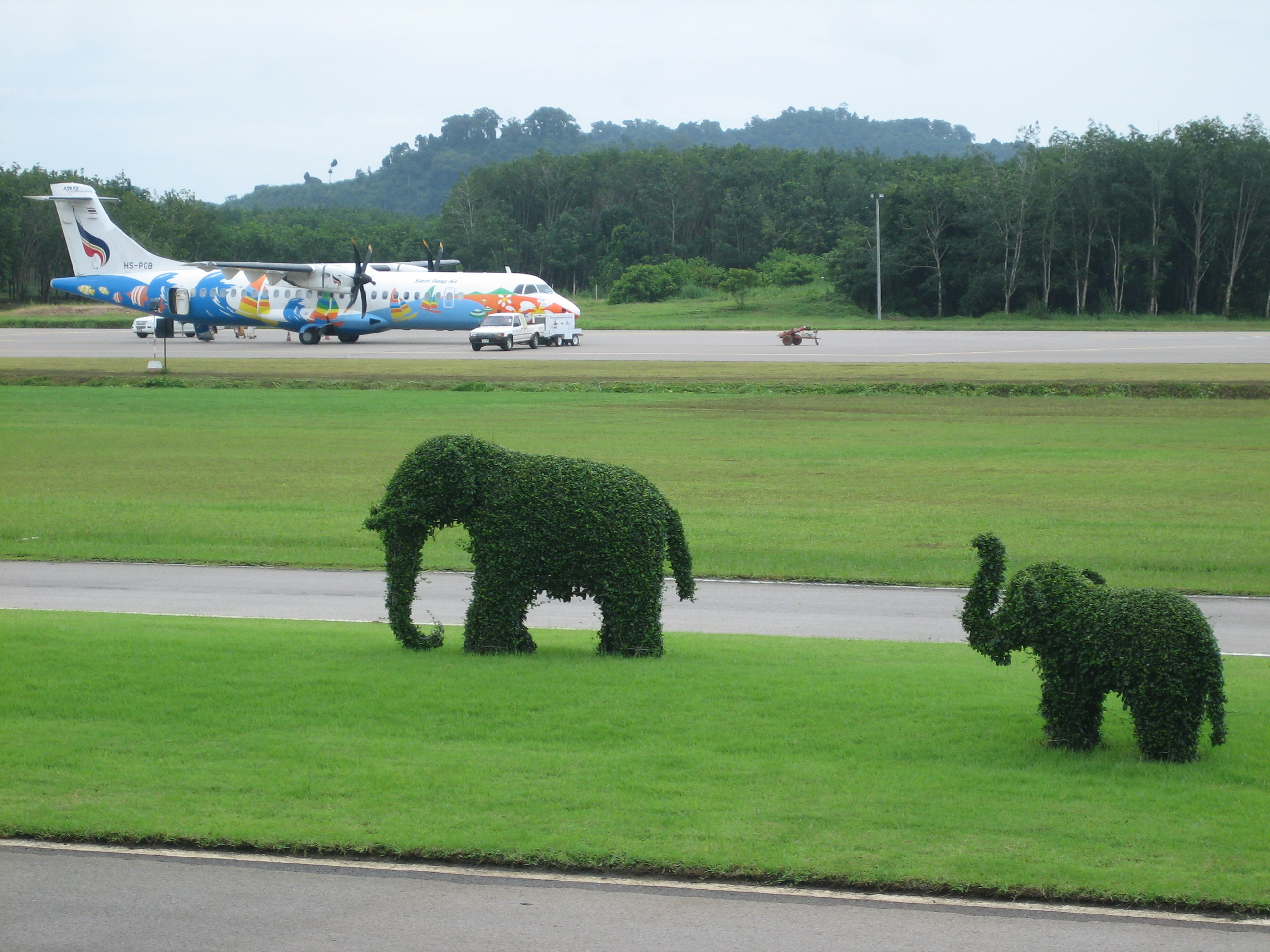
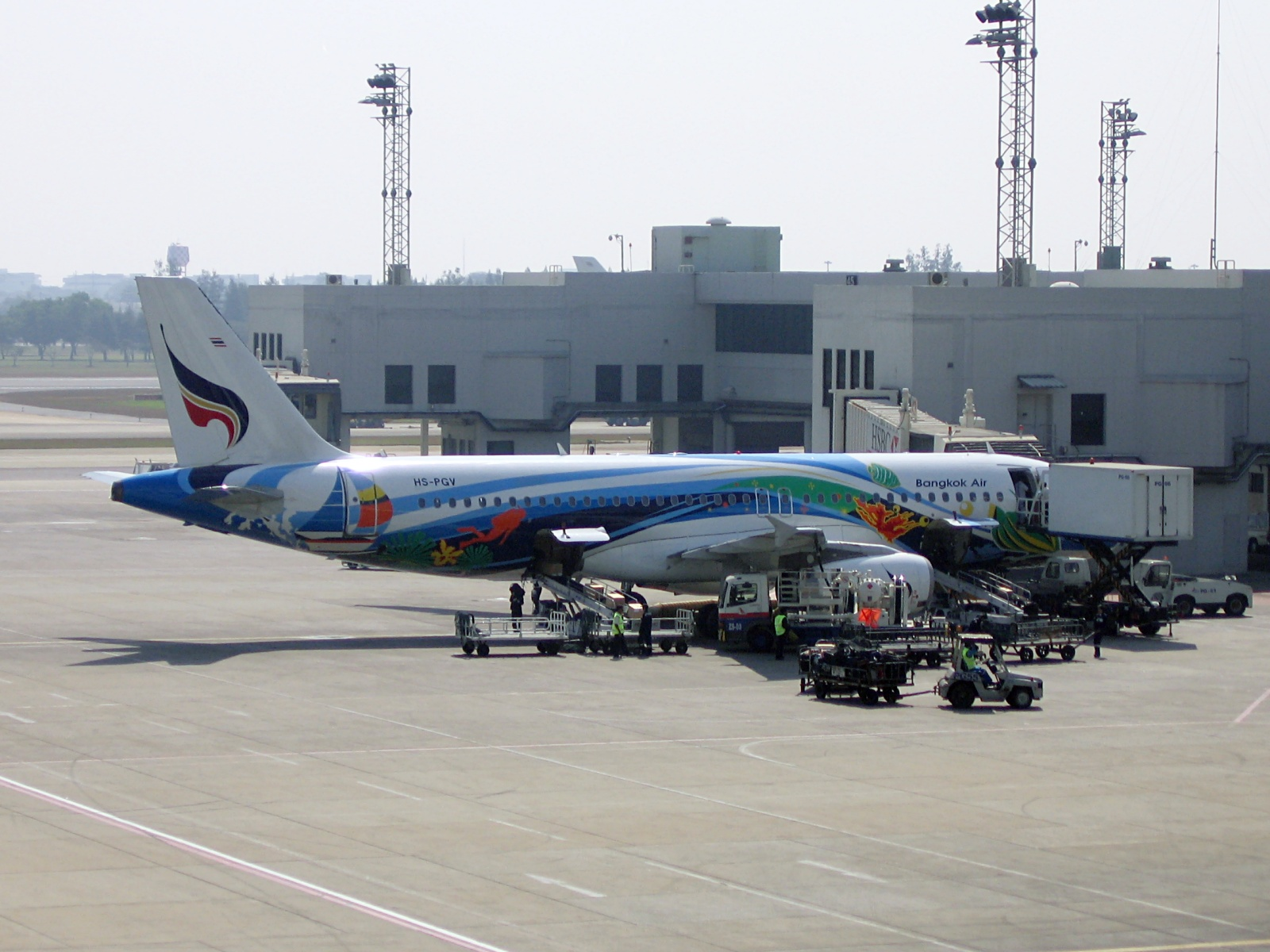
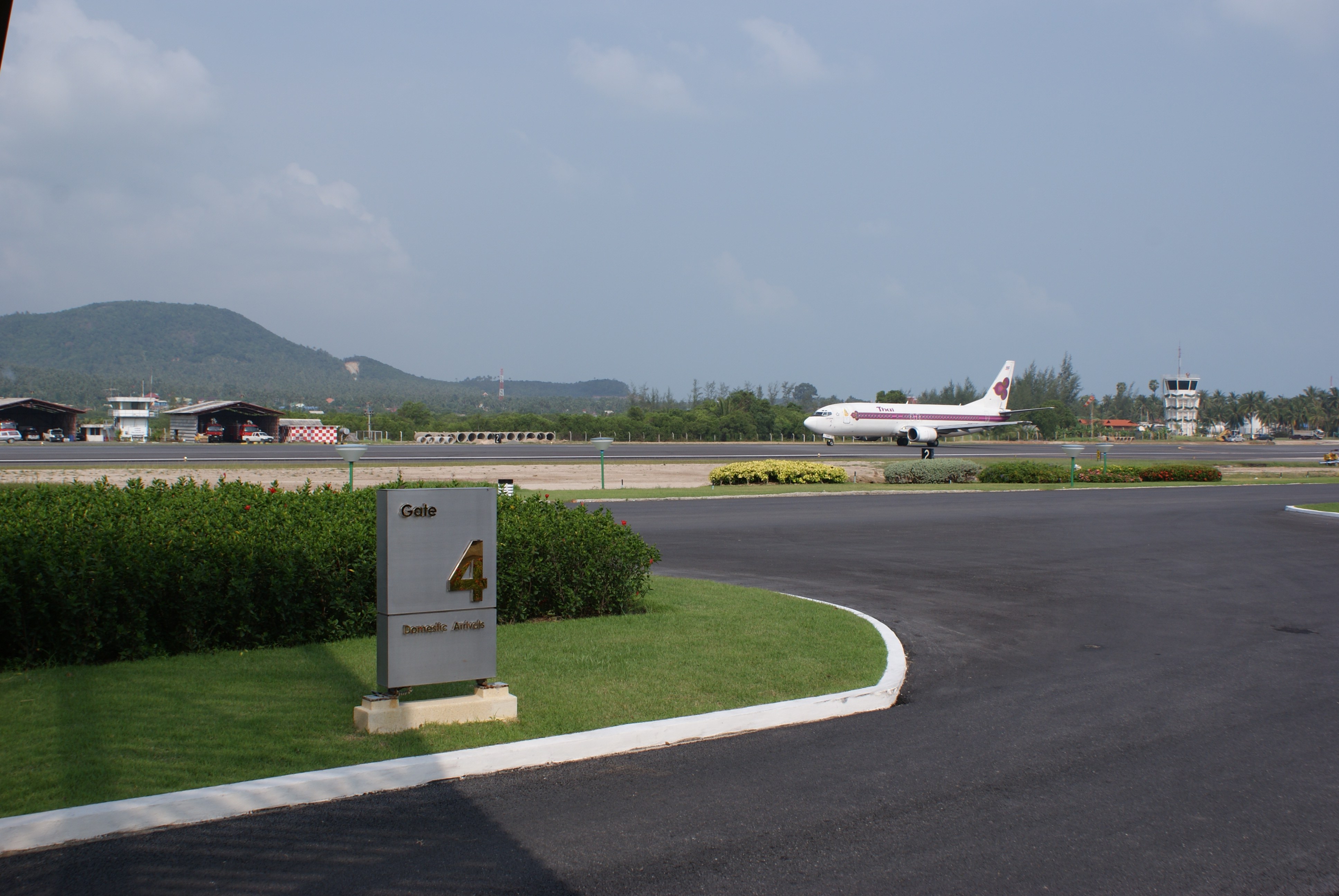
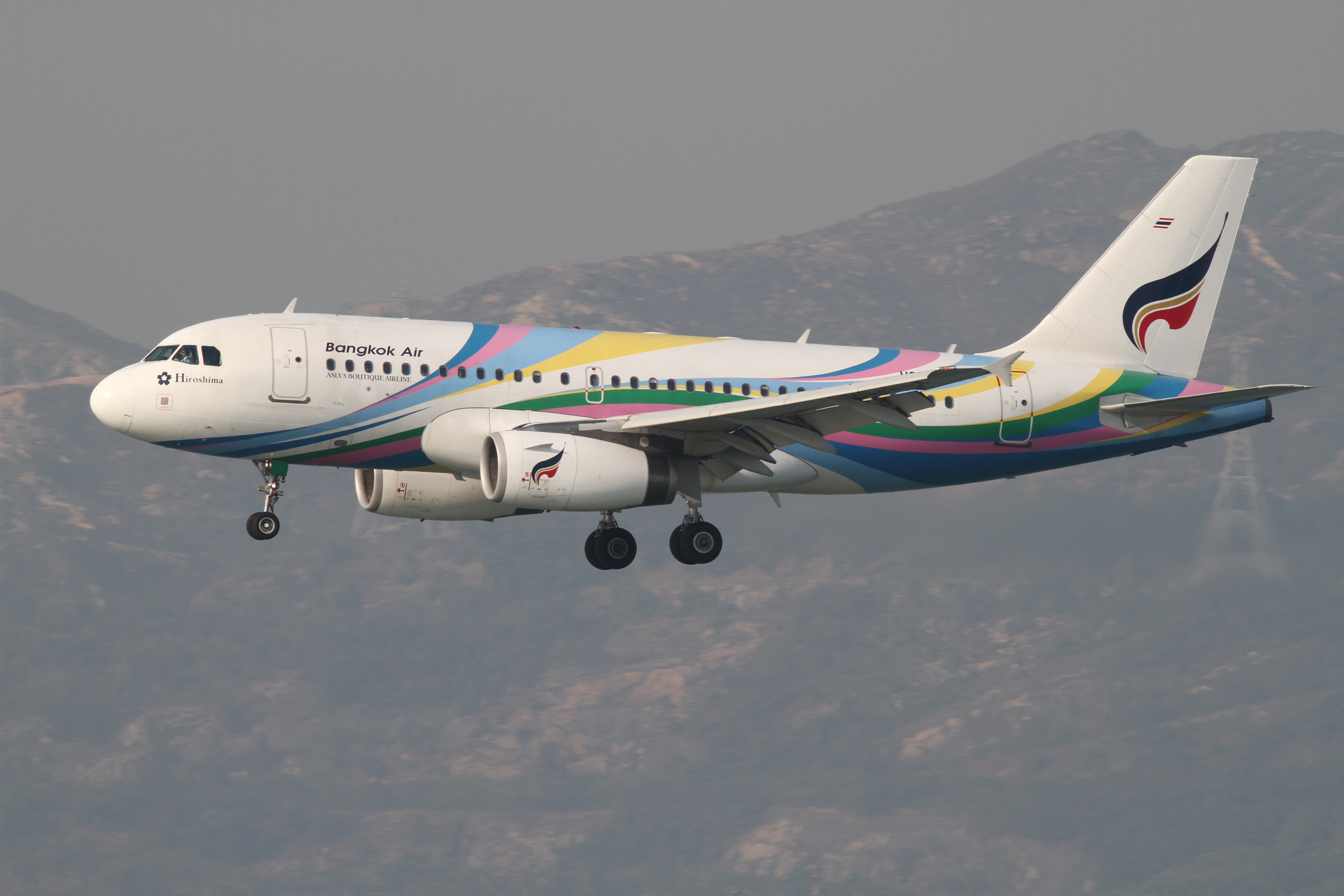
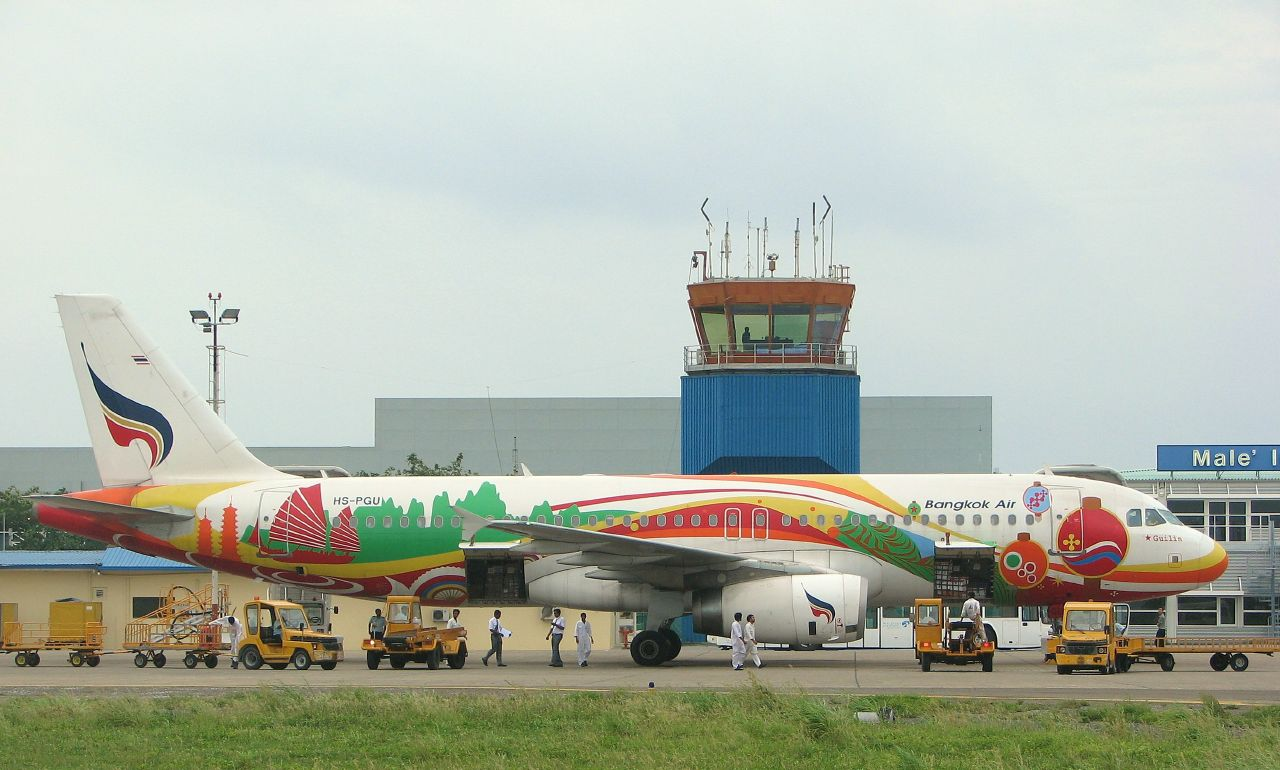